# Paulo Sérgio de Sá Bittencourt Câmara
Paulo Sérgio de Sá Bittencourt Câmara (Salvador, 7 de novembro de 1972), mais conhecido como Paulo Câmara, é um economista e político brasileiro filiado ao Partido da Social Democracia Brasileira. Foi vereador de Salvador por 3 mandatos consecutivos e Deputado Estadual pela Bahia, cargo que reassumirá em 1° de janeiro de 2025.
Formado em Economia pela Universidade Federal da Bahia (UFBA), é casado e tem dois filhos 

Em 1° de janeiro de 2025 assumirá um novo mandato de Deputado Estadual, como suplente de Pablo Roberto.

## Trajetória política
- Deputado estadual pela Bahia (2019-)
- Secretário Nacional de Assuntos Federativos da Presidência da Republica
- Presidente da Câmara Municipal de Salvador (2013-2014/2015-2016)
- Presidente municipal do PSDB de Salvador (15 de junho de 2015)[1]
- Vereador eleito com 8.733 votos (2013-2016)
- 3º vice-presidente da Câmara Municipal de Salvador (2011-2012)
- Presidente da Frente Parlamentar de Prevenção e Combate à Violência Sexual contra Crianças e Adolescentes na Câmara Municipal de Salvador (2010-2012)
- Corregedor da Câmara Municipal de Salvador (2009-2010)
- Vereador eleito com 7.834 votos (2008-2012)
- Vereador(2007-2008)
- Subsecretário de Descentralização Regional da Prefeitura de Salvador (2000-2004) no Governo Antônio Imbassahy (2001-2004)
- Coordenador de Ações Governamentais (1998-2000) no Governo Antônio Imbassahy (1997-2000)

## Presidência da Câmara Municipal
Paulo Câmara se elegeu para a presidência na Câmara Municipal de Salvador defendendo a independência do Legislativo e a transparência. A Câmara estava com a imagem desgastada em 2012 por causa da relação de conivência da antiga legislatura com o ex-prefeito João Henrique.
Filiado ao PSDB, partido da base do prefeito ACM Neto, foi eleito como presidente com quarenta dos 43 votos totais, na primeira eleição para a mesa. Para o biênio 2015/2016, no dia 2 de janeiro de 2015, foi reeleito com 31 votos contra 10 do vereador Tiago Correia (PSDB) e um do vereador Hilton Coelho (PSOL), mais um voto em branco. Como presidente, reativou a TV Câmara no portal da Casa Legislativa, que passou a ser transmitida em sinal aberto digital através do canal 61.4 e também por canal fechado, pela SIM TV, canal 10.

### Voto Aberto
Paulo Câmara é autor do projeto que implantou o voto aberto na Câmara Municipal de Salvador, a mais antiga Casa Legislativa de uma capital do Brasil. A emenda à Lei Orgânica do Município foi aprovada por unanimidade pelos vereadores de Salvador no dia 6 de agosto de 2013. A partir de então, o julgamento de contas de prefeito passou a ser realizado com voto aberto na Câmara Municipal de Salvador. Após a aprovação do projeto, Paulo Câmara apresentou a experiência da Casa Legislativa soteropolitana na Comissão que analisava a PEC do Voto Aberto na Câmara dos Deputados, em Brasília.
Dois anos depois, em 5 de agosto de 2015, através do Projeto de Emenda à Lei Orgânica do Município Nº 01/2015, de sua autoria, a Câmara Municipal de Salvador aprovou a ampliação do voto aberto também para cassação de prefeito e vereadores.

### Projeto de League of Legends (LoL)
Ainda, propôs o Projeto de Indicação Nº 208/2016, que dispõe trazer uma etapa do Mundial de League of Legends (LoL) para Salvador.

### Volta à Assembleia Legislativa
Com a eleição do Deputado Estadual Pablo Roberto ao cargo de Vice-prefeito de Feira de Santana nas eleições de 2024, em 1° de janeiro de 2025, Paulo assumirá a cadeira deixada por ele, na condição de primeiro suplente do PSDB.